# 胡顿银杏
胡頓銀杏（學名：Ginkgo huttonii），是銀杏科銀杏屬下一個已絕滅的物種，生存在侏羅紀。

## 形態
胡頓銀杏葉為扇形，具有明顯葉柄。葉片分裂成2至8個舌形或倒楔形裂片，中央的缺裂經常是最深，另將其兩側的裂片分左右對稱，裂片通常只再分裂一次，其間分裂深度通常不超過葉片長度的二分之一。葉脈疏密不一。葉長4至5公分，葉脈明顯細密，接近平行。

## 外部連結
1. ↑  .   [2013-12-18]. （原始内容存档于2016-03-04）.